# 宮原賢次
宮原 賢次（みやはら けんじ、1935年（昭和10年）11月5日 - ）は、日本の実業家。第七代住友商事社長・現相談役、日本電気取締役、日立製作所社外取締役。社団法人日本貿易会会長。元日本経団連副会長。21世紀政策研究所理事長。日本機械輸出組合理事長。財団法人国際民商事法センター会長。

## 来歴
- 1935年（昭和10年） - 京都府生まれ。
- 1958年（昭和33年） - 京都大学法学部卒業、住友商事入社
- 1972年（昭和47年） - 鋼管貿易第一課長
- 1979年（昭和54年） - 鋼管貿易第二部長
- 1986年（昭和61年） - 取締役　鉄鋼貿易本部副本部長
- 1990年（平成2年） - 常務　米国住友商事社長
- 1993年（平成5年） - 専務就任
- 1996年（平成8年） - 社長就任
- 2001年（平成13年） - 会長就任
- 2003年（平成15年） - 日本経団連副会長就任。モンゴル国より邦人民間人初の友好勲章・ナイラムダル・メダルを授与される。
- 2007年（平成19年）11月　旭日大綬章受章。

## 人物
ニューヨークに通算9年間（1966年 - 1972年、1990年 - 1993年）駐在した米国通。在米期間中の米国の金融機関との付き合いから学んだ、リスク・リターンをベースにした「改革パッケージ」のモデルを1998年に作成。全社のビジネスラインを約250に分解し、徹底した不採算事業の整理と、不良債権処理によって、財務体質を改善した。またアジア各地の工業団地建設に積極的に投資し、工業団地の入居企業に対するバリューチェーン構築支援という総合商社として、新しいビジネスモデルの開発に尽力した。